# Silvalen
Silvalen est une localité du comté de Nordland, en Norvège.

## Géographie
Administrativement, Silvalen fait partie de la kommune de Herøy.